# شين إيون-غونج
شين إيون-غونج (هانغل: 신은정) هي ممثلة كورية جنوبية، ولدت في 3 يناير 1974 في بوسان في كوريا الجنوبية.

## أعمال

### مسلسلات
- حياة غير مكتملة
- عيادة الطبيب بارك
- ملكة القناع

## وصلات خارجية
- شين إيون-غونج على موقع IMDb (الإنجليزية)